# تشارلز ستيوارت كورتيس
تشارلز ستيوارت كورتيس (بالإنجليزية: Charles Stuart Curtis)‏ هو سياسي نيوزلندي، ولد في 1850، وتوفي في 1923.